# Tamaricella anbarabada
Tamaricella anbarabada är en insektsart som först beskrevs av Dlabola 1960.  Tamaricella anbarabada ingår i släktet Tamaricella och familjen dvärgstritar.
Artens utbredningsområde är Iran. Inga underarter finns listade i Catalogue of Life.